# Пажа (приток Пекши)
Пажа — река в России, протекает в Кольчугинском районе Владимирской области. Устье реки находится в 85 км по левому берегу реки Пекша. Длина реки составляет 10 км.
Исток находится в лесах в 8 км к северо-востоку от центра города Кольчугино. Основное направление течения — юго-запад. Течёт мимо деревень Огибка, Барыкино, Копылки, Журавлиха, Николаевка. Впадает в Пекшу ниже города Кольчугино.

## Данные водного реестра
По данным государственного водного реестра России относится к Окскому бассейновому округу, водохозяйственный участок реки — Клязьма от города Орехово-Зуево до города Владимир, речной подбассейн реки — бассейны притоков Оки от Мокши до впадения в Волгу. Речной бассейн реки — Ока.
По данным геоинформационной системы водохозяйственного районирования территории РФ, подготовленной Федеральным агентством водных ресурсов:
- Код водного объекта в государственном водном реестре — 09010300712110000031818
- Код по гидрологической изученности (ГИ) — 110003181
- Код бассейна — 09.01.03.007
- Номер тома по ГИ — 10
- Выпуск по ГИ — 0